# Lupparia yunnanea
Lupparia yunnanea är en kackerlacksart som först beskrevs av Bei-Bienko 1958.  Lupparia yunnanea ingår i släktet Lupparia och familjen småkackerlackor. Inga underarter finns listade i Catalogue of Life.